# Рассказов, Аркадий Иванович
Аркадий Иванович Рассказов (12 марта 1925 — 11 мая 2004) — передовик советского машиностроения, токарь Машиностроительного завода имени М. В. Хруничева Министерства общего машиностроения СССР, город Москва, Герой Социалистического Труда (1971).

## Биография
Родился в 1925 году в селе Выдропужск, ныне Спировского района, Тверской области.
В городе Ленинграде завершил обучение в ремесленном училище № 2, и с 1942 года стал работать в Москве токарем на заводе № 23 Наркомата авиационной промышленности СССР. В июле 1961 года переименован Машиностроительный завод имени М. В. Хруничева Министерства общего машиностроения СССР.
На протяжении всей трудовой деятельности являлся высококвалифицированным специалистом, наставником для молодого поколения токарей. Выполнял искусно самые сложные детали из цветных металлов и нержавеющей стали. Автор ряда рационализаторских предложений. Удостаивался званий «Лучший токарь Москвы» и «Лучший токарь Министерства».
Указом Президиума Верховного Совета СССР от 26 апреля 1971 года (закрытым) за достижение высоких показателей в производстве Аркадию Ивановичу Рассказову присвоено звание Героя Социалистического Труда с вручением ордена Ленина и медали «Серп и Молот».
В 1987 году вышел на заслуженный отдых.
Проживал в городе Москве. Умер 11 мая 2004 года. Похоронен на Троекуровском кладбище в Москве.

## Награды
За трудовые успехи был удостоен:
- золотая звезда «Серп и Молот» (26.04.1971)
- орден Ленина (26.04.1971)
- Орден Октябрьской Революции (29.03.1976)
- другие медали.